# Longevilles-Mont-d'Or
Longevilles-Mont-d'Or là một xã trong vùng hành chính Franche-Comté, thuộc tỉnh Doubs, quận Pontarlier, tổng Mouthe. Tọa độ địa lý của xã là 46° 45' vĩ độ bắc, 06° 18' kinh độ đông. Longevilles-Mont-d'Or nằm trên độ cao trung bình là 921 mét trên mực nước biển, có điểm thấp nhất là 890 mét và điểm cao nhất là 1463 mét. Xã có diện tích 13.25 km², dân số vào thời điểm 2006 là 400 người; mật độ dân số là 30 người/km².

## Thông tin nhân khẩu
| 1962 | 1968 | 1975 | 1982 | 1990 | 1999 |
| ---- | ---- | ---- | ---- | ---- | ---- |
| 215  | 248  | 253  | 272  | 323  | 368  |

## Địa điểm tham quan
Nhà thờ của Longevilles-Basses được xây năm 1838.